# Път към съдбата
„Път към съдбата“ (на испански: Un camino hacia el destino) е мексиканска теленовела от 2016 г., продуцирана от Натали Лартио, за Телевиса, все още излъчвана по Canal de las Estrellas. Адаптация на теленовелата La hija del jardinero от 2003 г.
В главните роли са Паулина Гото и Орасио Панчери, а в отрицателните са Ана Патрисия Рохо, Рене Стриклер и Кандела Маркес. Специално участие вземат актьорите Хорхе Аравена, Еухения Каудуро, Лисет Морелос и първият актьор Густаво Рохо.

## Сюжет
Красивата Луиса Фернанда Перес е 18-годишна ученичка, която има две страсти – да свири на цигулка и градинарството. Втората ѝ страст е предадена от баща ѝ Педро, който работи като градинар при заможното семейство Алтамирано. Случайна среща, предизвикана от съдбата, променя живота на Луиса Фернанда, след пътен инцидент причинен от Луис (биологичния ѝ баща), плейбой и адвокат, който отвежда момичето в болница, където работи доведеният му син Карлос, атрактивен и млад лекар.

## Актьори
Част от актьорския състав:
- Паулина Гото – Луиса Фернанда Перес Алтамирано / Луиса Фернанда Монтеро Алтамирано
- Орасио Панчери – Карлос Гомес-Руис
- Хорхе Аравена – Педро Перес Рамос
- Ана Патрисия Рохо – Мариана Алтамирано де Сотомайор
- Лисет Морелос – Амелия Алтамирано де Перес
- Мануел Ландета – Ернан Сотомайор Ланда
- Рене Стриклер – Луис Алберто Монтеро
- Еухения Каудуро – Мариса Гомес-Руис де Монтеро
- Густаво Рохо – Фернандо Алтамирано Ондераин
- Брандон Пениче – Д-р Хавиер Фариас
- Патрисия Рейес Спиндола – Бланка Елисалде Контрерас
- Росио Банкелс – Гуадалупе Гонсало
- Хари Гейтнер – Леополдо Ареяно Манрике
- Агустин Арана – Игнасио Ордониес
- Кандела Маркес – Исабела де Леон
- Клаудия Мартин – Виктория Мехия Оканя

## Премиера
Премиерата на Път към съдбата е на 25 януари 2016 г. по Canal de las Estrellas. Последният 126. епизод е излъчен на 17 юли 2016 г.